# Roman May
Roman May (ur. 24 stycznia 1846 w Szamotułach, zm. 2 kwietnia 1887 w Poznaniu) – chemik, nauczyciel, działacz społeczny, przemysłowiec.

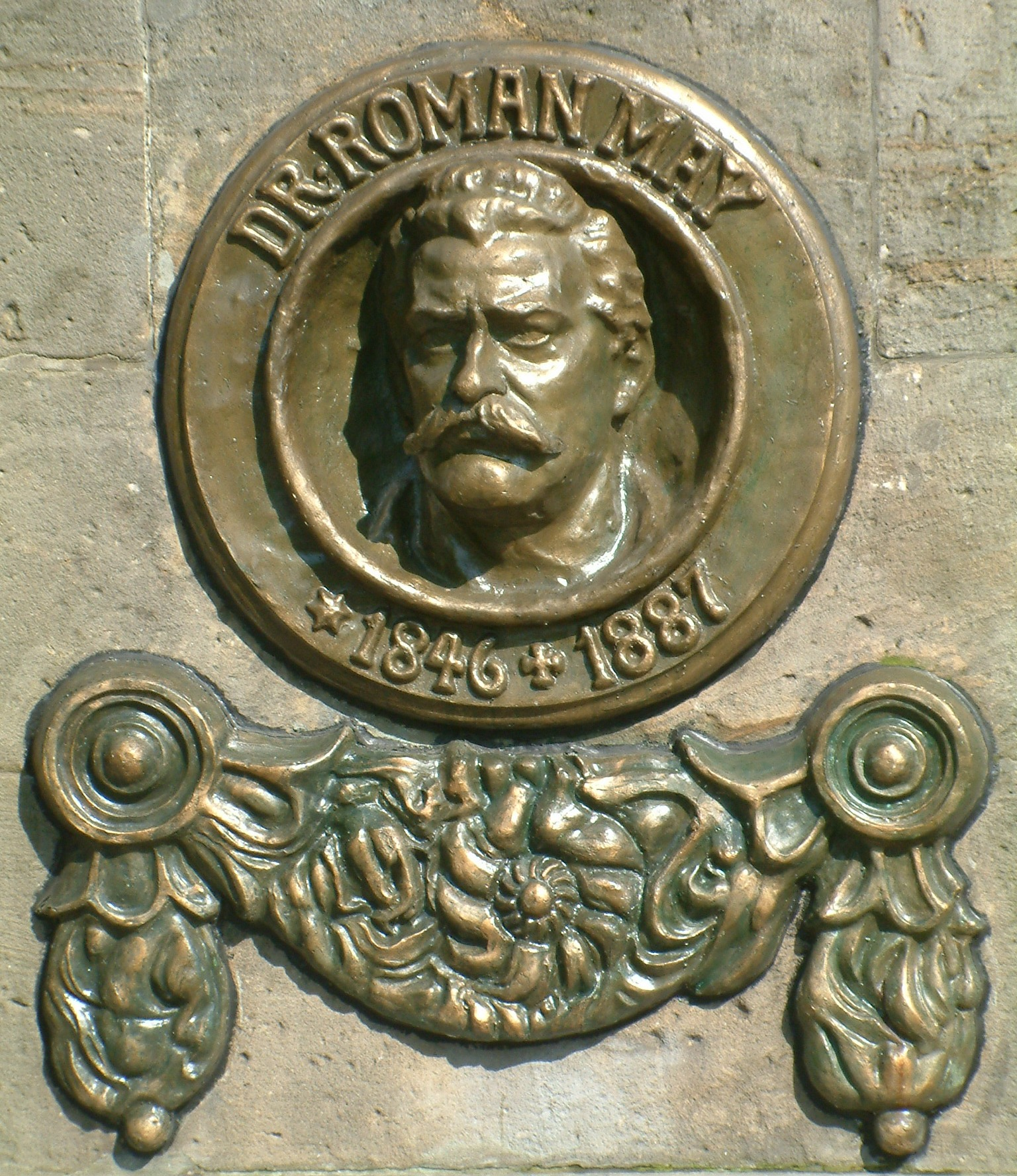
Wizerunek Romana Maya na cokole pomnika "Siewca" dłuta Marcina Rożka w Luboniu

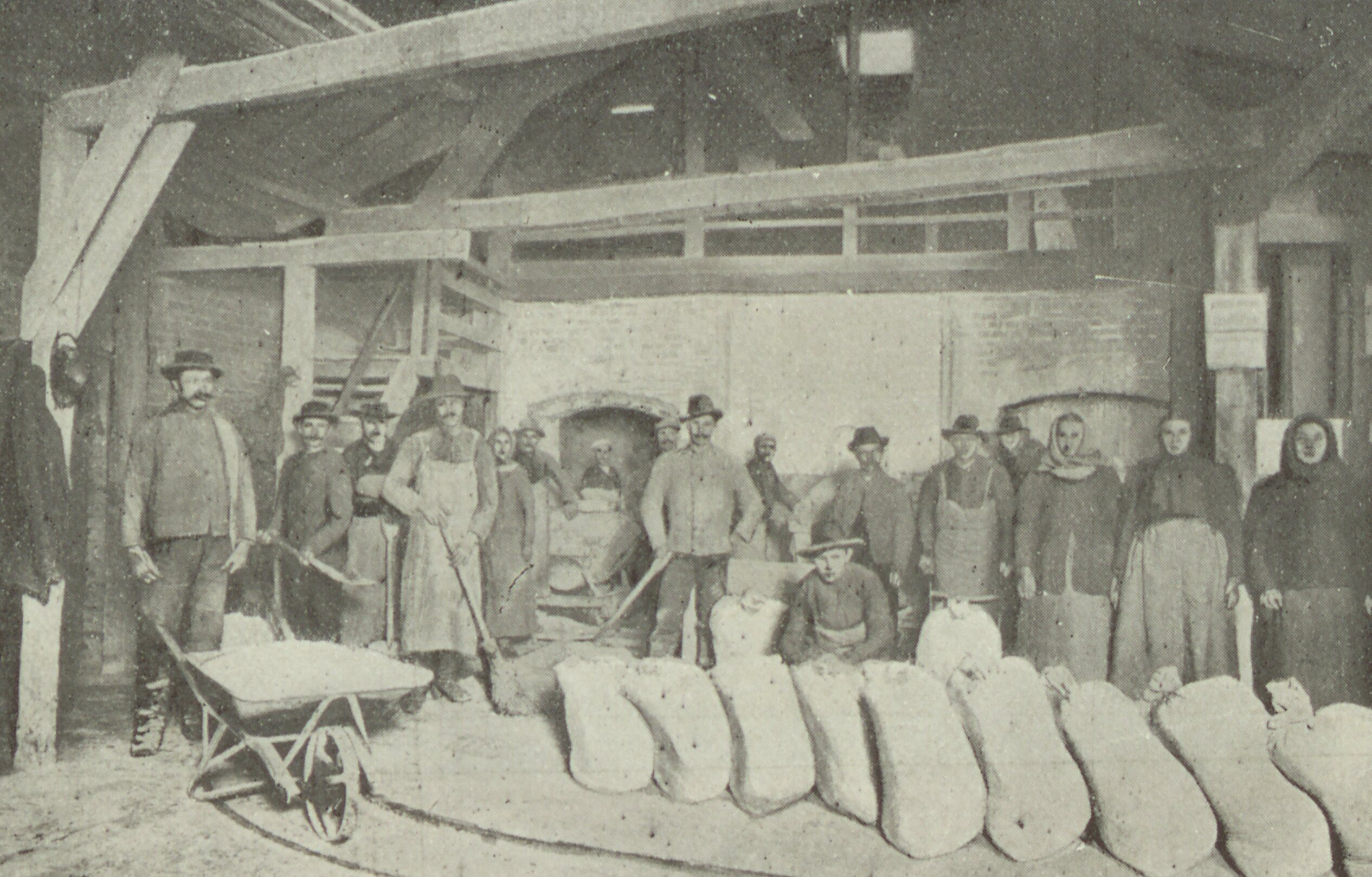
Produkcja superfostatów w fabryce Maya

## Życiorys
Był synem szamotulskiego dekarza Jana Maya i Zuzanny z domu Werner. W 1858 rozpoczął naukę w poznańskim Gimnazjum św. Marii Magdaleny, jednak został z niego wydalony w 1863 za udział w powstaniu styczniowym. Maturę zdał w 1869 w Głogowie, po czym rozpoczął studia na Uniwersytecie Wrocławskim, które zakończył doktoratem w 1874.
Następnie przez pewien okres był asystentem znanego biologa Ferdinanda Cohna. W roku szkolnym 1875/1876 uczył chemii w gimnazjum realnym w Poznaniu. W roku 1873 zaborcze władze pruskie zwolniły go za nieodmawianie modlitwy w języku niemieckim 
Po tym epizodzie wyjechał do Saksonii, w okolice Drezna, do fabryki chemicznej. Zapoznawszy się z tamtejszymi metodami wrócił do Poznania i dzięki pomocy finansowej teścia, Antoniego Kratochwila, zbudował dobrze prosperującą fabrykę nawozów fosforowych na Starołęce wytwarzającej superfosfat . W późniejszym okresie działalność zakładu została przeniesiona do Lubonia.
Roman May działał również w licznych towarzystwach, wśród których najważniejszym było Poznańskie Towarzystwo Przyjaciół Nauk, w którym od 1883 pełnił funkcję kierownika zbiorów przyrodniczych, a od 1886 był sekretarzem Wydziału Przyrodniczego. W ramach PTPN często prowadził bezpłatne wykłady z geologii, chemii i biologii. Poza tym w latach 1882–1884 prowadził kursy gorzelniane przy Wyższej Szkole Rolniczej w Żabikowie. Brał również udział w pracach Towarzystwa Technicznego, Pożyczkowego i Przemysłowego, kierował Wydziałem Technicznym Centralnego Towarzystwa Gospodarczego i wielu innych.
Po śmierci pochowano go na cmentarzu świętomarcińskim w Poznaniu, a podczas II wojny światowej, gdy cmentarz zlikwidowano, jego szczątki przeniesiono do Lubonia, gdzie spoczywa do dziś. Jego córka, Stanisława, była żoną Cyryla Ratajskiego.